# Возжаевский сельсовет
Возжа́евский сельсове́т — упразднённое муниципальное образование со статусом сельского поселения в составе Белогорского района Амурской области. 
Административный центр — село Возжаевка.
Законом от 22 мая 2020 года упразднён в результате преобразования Белогорского района в муниципальный округ.

## История
19 января 2005 года в соответствии с Законом Амурской области № 419-ОЗ муниципальное образование наделено статусом сельского поселения.

## Население
| 2002  | 2010  | 2011  | 2012  | 2013  | 2014  | 2015  |
| ----- | ----- | ----- | ----- | ----- | ----- | ----- |
| 7280  | ↘6027 | ↘5991 | ↘5645 | ↘5462 | ↘5327 | ↗6271 |
| 2016  | 2017  | 2018  |       |       |       |       |
| ↘6156 | ↘6129 | ↘6076 |       |       |       |       |

## Состав сельского поселения
| № | Населённый пункт | Тип населённого пункта       | Население |
| - | ---------------- | ---------------------------- | --------- |
| 1 | Возжаевка        | село, административный центр | ↗5551     |
| 2 | Амурское         | село                         | ↘946      |
| 3 | Дубровка         | село                         | ↘62       |